# Swiss Open Gstaad 1999
Lo Swiss Open Gstaad 1999 è stato un torneo di tennis giocato sulla terra rossa. È stata la 85ª edizione dello Swiss Open Gstaad, che fa parte della categoria International Series nell'ambito dell'ATP Tour 1999. Si è giocato al Roy Emerson Arena di Gstaad in Svizzera, dal 5 all'11 luglio 1999.

## Campioni

### Singolare
Albert Costa ha battuto in finale  Nicolás Lapentti con il punteggio di 7–6(4), 6–3, 6–4

### Doppio
Donald Johnson /  Cyril Suk hanno battuto in finale  Aleksandar Kitinov /  Eric Taino con il punteggio di 7–5 7–6(4)